# Batalla de Berzitia
La batalla de Berzitia (en búlgaro: Битката при Берзития) ocurrió en octubre de 774, cerca de la ciudad de Berzitia, Macedonia. El resultado fue una victoria bizantina.

## Orígenes del conflicto
Después de una infructuosa campaña del emperador bizantino Constantino V a principios del año, el kan búlgaro Telerig decidió devolver el golpe al suroeste y envió un ejército de 12 000 hombres en pequeñas incursiones para capturar Berzitia.

## La batalla
El emperador bizantino fue informado de la invasión a su debido tiempo por sus espías en Pliska y reunió un enorme ejército. Cerca de la ciudad, los bizantinos sorprendieron al ejército búlgaro y después de una larga lucha lograron derrotarlos gracias a su superioridad numérica.

## Consecuencias
Constantino estaba muy confiado tras su éxito y preparó una nueva campaña contra los búlgaros, pero esta vez fracasó. Sin embargo, Telerig aprendió tras esta batalla que todos sus planes eran conocidos por Constantino a través de una red de espías dentro de su gobierno. Decidió eliminarla de una vez por todas, y envió un mensaje a Constantino, afirmando que iba a huir en el exilio a Constantinopla. A cambio, Telerig pidió al emperador que le revelara quienes eran sus espías en Pliska, para su propia seguridad. Como Telerig no era el primer gobernante que huía a Constantinopla, Constantino reveló su información y envío al gobernante búlgaro la lista de espías. Sin embargo Telerig lo engañó, ya que no viajó a Constantinopla, y supo sus nombres los hizo ejecutar a todos y eliminó de un solo golpe la red de espionaje bizantina dentro de su gobierno. 